# José Javier Rodríguez Melcón
José Javier Rodríguez Melcón (Madrid, 1966) és un guionista i director de cinema espanyol, autor de curtmetratges i guanyador d'un Goya al millor curtmetratge de ficció.
Fou nominat per primera vegada el 1995 al Goya al millor curtmetratge de ficció pel curt Sólo amor, que va guanyar el Festival de Curtmetratges d'Alcalá de Henares i el Festival de Cinema de l'Alfàs del Pi. El 1998 va dirigir la sèrie de televisió La vida en el aire. Després va dirigir els curtmetratges El cumpleaños de Carlos (2001) i Recursos humanos (2004),. guanyadora del Festival de Curtmetratges de Badajoz. El 2006 va guanyar el Goya al millor curtmetratge de ficció per Nana, que anteriorment havia estat premiat per la Diputació Provincial de Màlaga com a Millor Projecte 2004 al Certamen de Curtmetratges Andalusos. El 2015 va coescriure el guió del seu primer llargmetratge, La isla del viento, sobre l'exili de Miguel de Unamuno a l'illa de Fuerteventura.

## Guions
- Recursos humanos (2004)
- El cumpleaños de Carlos (2001)

## Curtmetratges
- Sólo amor Arxivat 2019-11-08 a Wayback Machine. (1995)
- Recursos humanos (2004)
- Nana (2006)